# Đỗ Hùng Việt
Đỗ Hùng Việt (sinh năm 1977) là một nhà ngoại giao người Việt Nam. Ông hiện là Đại sứ, Trưởng Phái đoàn Thường trực Việt Nam tại Liên hợp quốc.
Ông từng là Thứ trưởng Bộ Ngoại giao, Trưởng SOM ASEAN Việt Nam, Tham tán Công sứ - Phó Trưởng Phái đoàn Việt Nam tại Liên hợp quốc; Phó Vụ trưởng, Bộ phận thường trực Ban Thư ký APEC Việt Nam 2017; Trợ lý Bộ trưởng kiêm Vụ trưởng Vụ Các tổ chức quốc tế, Bộ Ngoại giao.

## Tiểu sử và cuộc sống gia đình
Ông Đỗ Hùng Việt sinh năm 1977 tại Hà Nội, là Thạc sỹ Luật quốc tế. Ông tốt nghiệp Học viện Ngoại giao năm 2000 và Đại học Melbourne năm 2007.
Hiện nay, ông đã có vợ và 3 con gái.

## Sự nghiệp
Ông Đỗ Hùng Việt bắt đầu sự nghiệp ngoại giao từ tháng 7/2001 khi được tuyển dụng và phân công công tác tại Phòng Phiên dịch (nay là Vụ Biên phiên dịch Đối ngoại, Bộ Ngoại giao).
Năm 2005, ông được điều động sang công tác tại Vụ Các tổ chức Quốc tế, và năm 2011 được bổ nhiệm làm Phó Vụ trưởng.
Từ năm 2013 – 2016, ông công tác tại Phái đoàn đại diện Thường trực Việt Nam tại Liên hợp quốc tại New York, Hoa Kỳ, nơi ông lần lượt đảm nhiệm các vị trí Tham tán, rồi Tham tán Công sứ, Phó Trưởng Phái đoàn.
Khi trở về nước, ông được bổ nhiệm Phó Vụ trưởng, Ban Thư ký Quốc gia APEC 2017 và được phân công làm Trợ lý Chủ tịch SOM APEC 2017.
Ngày 27 tháng 3 năm 2018, ông được bổ nhiệm và điều động chức vụ từ Phó Vụ trưởng, Bộ phận Thường trực Ban Thư ký Quốc gia APEC 2017 sang Phó Vụ trưởng, Vụ Các tổ chức quốc tế.
Tháng 1 năm 2019, ông được bổ nhiệm Quyền Vụ trưởng Vụ Các tổ chức quốc tế. Ngày 29 tháng 7 năm 2019, ông được bổ nhiệm giữ chức Vụ trưởng Vụ Các tổ chức quốc tế.
Ngày 16 tháng 8 năm 2021, tại Trụ sở Bộ Ngoại giao, Ủy viên Trung ương Đảng, Bộ trưởng Bộ Ngoại giao Bùi Thanh Sơn đã trao quyết định bổ nhiệm Đỗ Hùng Việt, Vụ trưởng Vụ Các tổ chức quốc tế, giữ chức Trợ lý Bộ trưởng kiêm Vụ trưởng Vụ Các tổ chức quốc tế.
Ngày 2 tháng 12 năm 2022, ông được bổ nhiệm lên làm Thứ trưởng Bộ ngoại giao.
Ngày 20 tháng 6 năm 2025, ông được bổ nhiệm làm Đại sứ, Trưởng phái đoàn Thường trực Việt Nam tại Liên hợp quốc, thay cho ông Đặng Hoàng Giang